# ロート郡
ロート郡 (ドイツ語: Landkreis Roth) は、バイエルン州ミッテルフランケン行政管区の南東部に位置する郡。隣接する郡は、北にフュルト郡、郡独立市のシュヴァーバッハおよびニュルンベルク、東にノイマルクト・イン・デア・オーバープファルツ郡、南にアイヒシュテット郡およびヴァイセンブルク＝グンツェンハウゼン郡、西にアンスバッハ郡である。

## 地理
郡域の南部は海抜600m程度までのフレンキシェ・アルプ（フランケンのアルプス）である。北部はその前山地方とミッテルフランケン盆地に属す。最大の川は、レドニッツ川である。この川は、郡内のゲオルゲンスグミュントで源流のフレンキシェ・レーツァト川とデュヴェービシェ・レーツァト川が合流して出来る川で、最初は東に、その後北に向かって流れ、シュヴァーバッハへ流れ去る。この他に、マイン＝ドナウ運河が郡域東部を北から南東へと流れている。

## 歴史
ロート郡の地域が、初めてバイエルン領となったのは1803年である。この時、ヒルポルトシュタイン地方裁判所が設けられ、1808年からは、シュヴァーバッハ地方裁判所およびプラインフェルト地方裁判所が設置された。これらの裁判所は、レーツァトクライスに属した。このクライス（当時の地方行政区分）は、1838年にミッテルフランケンと改称される。シュヴァーバッハは、1809年にはすでに郡独立市となった。1858年にプラインフェルト地方裁判所はロートに移転した。1862年、ロート地方裁判所とシュヴァーバッハ地方裁判所からシュヴァーバッハ管区庁 (Bezirksamt)が創設された。ヒルポルトシュタイン地方裁判所はノイマルクト・イン・デア・オーバープファルツ管区庁に属した。1879年にヒルポルトシュタインは、独立した管区庁となり、それまでバイルングリース管区庁に属したグレーディングがこれに属すこととなった。この新しいヒルポルトシュタイン管区庁は、ミッテルフランケンクライスに組み込まれた。1922年にシュヴァーバッハ管区庁は、ニュルンベルク沿いのいくつかの町村がシュタイン・バイ・ニュルンベルクとなることで、縮小した。1939年からBezirksamtは、Landratsamtに、これに属すBezirkは、Landkreisすなわち「郡」に改称された。
1972年のバイエルン州の市町村再編で、シュヴァーバッハ郡の大部分とヒルポルトシュタイン郡の大部分から新しい郡が編成された。ヒルポルトシュタイン郡の残り部分はアイヒシュテット郡あるいはヴァイセンブルク＝グンツェンハウゼン郡に編入された。シュヴァーバッハ郡のいくつかの町村はアンスバッハ郡、ニュルンベルク市、シュヴァーバッハ市に組み込まれた。1973年にこの新しい郡は現在の名称である「ロート郡」と改称された。

## 行政

### 紋章
図柄: 基部から三角にせり上がる金色の図形により左右に分割。金地部分はその中に、デザイン化された、銀の蘂と銀の萼をもつ赤いバラ。向かって左は、銀と黒の市松模様に四分割。向かって右は、赤地に下から生えるように描かれた銀の司教杖。
解説: この紋章は、現在この郡が存在している地域を過去に治めた領主を示している。ブランデンブルク＝アンスバッハ辺境伯に由来する、いわゆるツォレルンの四分割とアイヒシュテット司教本部に由来する司教杖である。その間の金の三角は、ヒルポルトシュタイン周辺のプファルツ＝ノイブルク領を示す。
赤いバラは、いわゆるアシルローゼ (Asylrose) で、1797年までロートには皇帝の保護地が置かれていた。

### 協力関係
ロート郡は、1955年に、ズデーテン地方のŽatec市やザーツ郡を逐われたドイツ系住民に対する協力関係を申し出た。

## 経済と社会資本

### 交通
バイエルン王国は、国営幹線鉄道ニュルンベルク - トロイヒトリンゲン線を1849年に開通させた。シュヴァーバッハやロートはこの沿線に位置している。ロートではさらに、1888年に、「グレードル」の愛称で呼ばれる国営のローカル鉄道ヒルポルトシュタイン - グレーディング線が開通した。シュパルトには、1872年すでに、ゲオルゲンスグミュントからの短距離のローカル線（地元の人はボックルと呼ぶ）が敷設されていた。
ローカル鉄道の、フォイヒト - ヴェンデルシュタイン線およびブルクタン - アラースベルク線は、幹線鉄道ニュルンベルク - レーゲンスブルク線から分岐する形で、それぞれ1886年と1902年に開設された。
ロート - ヒルポルトシュタイン間のローカル線はすべて廃止された。
- 1955年: フォイヒト - レッテンバッハ - ヴェンデルシュタイン 5.3km
- 1969年: ゲオルゲンスグミュント - シュパルト 7km
- 1972年: グレーディング - タールメッシング 12km
- 1973年: ブルクタン - ピルバウム - アラースベルク 15km
- 1974年: タールメッシング - ヒルポルトシュタイン 16km

これにより、郡内の鉄道網は80kmから39kmに縮小された。

## 市町村
| 市 - アーベンベルク (Abenberg 5,614) - グレーディング (Greding 7,309) - ハイデック (Heideck 4,688) - ヒルポルトシュタイン (Hilpoltstein 13,953) - ロート (Roth 25,405) - シュパルト (Spalt 5,272) 市場町 - アラースベルク (Allersberg 8,492) - シュヴァンシュテッテン (Schwanstetten 7,310) - タールメッシング (Thalmässing 5,433) - ヴェンデルシュタイン (Wendelstein 16,247) 町村 - ビューヒェンバッハ (Büchenbach 5,429) - ゲオルゲンスグミュント (Georgensgmünd 6,944) - カンマーシュタイン (Kammerstein 3,071) - レドニッツヘムバッハ (Rednitzhembach 7,136) - ロール (Rohr 3,789) - レッテンバッハ (Röttenbach 3,503) 市町村に属さない地域 (23.19 km²) - アーベンベルクの森 (Abenberger Wald 3.14 km²) - デーヒェンヴァルト (Dechenwald 1.66 km²) - クラインシュヴァルツェンローエの森 (Forst Kleinschwarzenlohe 13.87 km²) - ハイデンベルク (Heidenberg 3.23 km²) - ゾース (Soos 1.29 km²) 行政共同体は、ない。 |

（面積は、2001年12月31日現在。かっこ内の単位のない数値は、2023年12月31日現在の人口）

## 引用
1. 1 2  https://www.statistikdaten.bayern.de/genesis/online?operation=result&code=12411-003r&leerzeilen=false&language=de Genesis-Online-Datenbank des Bayerischen Landesamtes für Statistik Tabelle 12411-003r Fortschreibung des Bevölkerungsstandes: Gemeinden, Stichtag (Einwohnerzahlen auf Grundlage des Zensus 2011)